# Ehrenmedaille für das Gesundheitswesen
Die Ehrenmedaille für das Gesundheitswesen (französisch Médaille d’honneur de la santé publique) ist eine staatliche Auszeichnung Nigers im Bereich des Gesundheitswesens.

## Zweck, Geschichte und Verleihungspraxis
Mit der Ehrenmedaille für das Gesundheitswesen sollen Personen ausgezeichnet werden, die sich durch ihre Verdienste oder ihr Engagement auf diesem Gebiet hervorgetan haben.
Die Auszeichnung wurde am 3. Juli 1964 geschaffen. Ihre Verwaltung obliegt dem Großkanzler der Nationalorden.
Für die Empfänger der Ehrenmedaille für das Gesundheitswesen gilt ein Mindestalter von 35 Jahren. Die Verleihungen finden in der Regel am Nationalfeiertag am 3. August und am Tag der Republik am 18. Dezember durch den Staatspräsidenten in seiner Eigenschaft als Großmeister der Nationalorden statt.

## Ordensstufen
Die Ehrenmedaille für das Gesundheitswesen wird in vier Ordensstufen vergeben, hier in absteigender Reihenfolge:
- Ehrenmedaille in Gold (Médaille d’or)
- Ehrenmedaille in Silbergold (Médaille vermeil)
- Ehrenmedaille in Silber (Médaille d’argent)
- Ehrenmedaille in Bronze (Médaille de bronze)[1]

Für die einzelnen Stufen sind jährliche Kontingente festgelegt: bei der Anzahl der Medaillen in Silber nicht mehr als 40 % der Anzahl der Medaillen in Bronze, bei der Anzahl der Medaillen in Silbervergoldung nicht mehr als 40 % der Anzahl der Medaillen in Silber und bei der Anzahl der Medaillen in Gold nicht mehr als 20 % der Anzahl der Medaillen in Silbervergoldung.

## Gestaltung und Trageweise
Die Auszeichnung besteht aus einer Medaille am Band, einer Anstecknadel, einer Bandschnalle und einer Urkunde, die vom Großkanzler unterzeichnet und vom zuständigen Minister gegengezeichnet wurde.
Das zentrale Motiv der runden Medaille ist das Relief eines Hermesstabs, das von einem Blätterkranz umgeben ist. Auf einem Spruchband steht Médaille d’Honneur de la Santé Publique du Niger. Auf der Rückseite ist das Staatsmotto Nigers Fraternité – Travail – Progrès (Brüderlichkeit – Arbeit – Fortschritt) zu lesen. Abgesehen von einem karminroten Emaille-Hintergrund sind die anderen Teile der Medaille in Metall gehalten: in vergoldeter Bronze für die Gold- und die Silbergold-Ausführung, in Silberbronze für die Silber-Ausführung und in Bronze für die Bronze-Ausführung.
Die Medaillen werden auf der linken Seite in Brusthöhe getragen.